# Klimaloven
Klimaloven er en dansk lov, der blev vedtaget af Folketinget i juni 2020. Den fastslår, at Danmark skal være 100 % klimaneutral i 2050. Loven har også indført en tiårig målsætning om 70 % reduktion af CO2-udledningerne i 2030 (i forhold til 1990). Samtidig giver den regeringen handlepligt i forhold til at nå målet. Regeringen skal hvert år i september fremsætte et klimaprogram med status og de initiativer, som regeringen vil iværksætte for at nå målet. Regeringen skal også årligt afrapportere, hvordan den arbejder internationalt for, at Danmark kan være en drivkraft i den internationale klimapolitik.
Hvert femte år skal klimaloven revideres for at definere et nyt tiårigt mellemmål - dette skal første gang ske i 2025.
Den danske klimalov er ofte blevet kaldt en af de mest ambitiøse i verden.

## Baggrund
I januar 2019 fremsatte en borgere et borgerforslag om en dansk klimalov. I løbet af to uger havde borgerforslaget samlet de 50.000 underskrifter, der krævedes for at få forslaget behandlet i Folketinget. Den daværende Regeringen Lars Løkke Rasmussen III afviste forslaget. Det blev imidlertid støttet af den samlede opposition, og ved folketingsvalget 2019, der ofte omtales som "klimavalget", skiftede flertallet i Folketinget. Udarbejdelsen af en klimalov var med i det såkaldte forståelsespapir, der udgjorde grundlaget for den tiltrædende Regeringen Mette Frederiksen I. I december 2019 præsenterede klimaminister Dan Jørgensen en bred aftale om en klimalov mellem otte af Folketingets 10 partier - foruden regeringspartiet Socialdemokratiet var det Venstre, Dansk Folkeparti, Radikale Venstre, Socialistisk Folkeparti, Enhedslisten, Det Konservative Folkeparti og Alternativet. I juni 2020 blev aftalen endeligt gjort til lov.

## Indhold
Loven indeholder et bindende dansk mål om en reduktion af Danmarks CO2-udledninger i 2030 på 70 % i forhold til udgangspunktet i 1990. Samtidig forpligtes Folketinget til hvert femte år at fastsætte en ny målsætning med et tiårigt perspektiv. Dermed skal klimaloven revideres hvert femte år - første gang i 2025, hvor der skal vedtages et skærpet mål for de danske udledninger i 2035. Ifølge loven skal Danmark arbejde imod klimaneutralitet (dvs. 100 % netto-reduktion af drivhusgasudledninger) senest i 2050. Udledningerne skulle opgøres efter FN's retningslinjer.
Regeringen fik desuden en handlepligt i forhold til at nå målene. Hvert år i september skal den ansvarlige klimaminister fremsætte et klimaprogram med en oversigt over de kort- og langsigtede aktiviteter, som regeringen vil iværksætte for at nå klimalovens mål. Det uafhængige organ Klimarådet skal hvert år give sin faglige vurdering af, om handlepligten indtræder, og anbefalinger til klimaindsatsen. Derudover skal Folketinget årligt vurdere, om regeringens initiativer virker tilstrækkelige til at nå lovens mål. Regeringen skal ifølge loven også lave en særskilt rapportering af af de internationale effekter af regeringens klimapolitik og virkningerne af dansk import og forbrug, og regeringen skal ligeledes årligt præsentere en global strategi for, hvordan dens udenrigspolitik i bred forstand kan være med til at sikre, at Danmark også virker som en global drivkraft i international klimapolitik.
Samtidig blev Klimarådet styrket økonomisk. Dets medlemmer blev udvidet fra seks til otte medlemmer, og fremover skulle det selv vælge sin formand og nye medlemmer.